# Музей медицинской истории Мюттера
Музей медицинской истории Мюттера (англ. Mütter Museum) — это музей медицинских патологий, старинного медицинского оборудования и биологических экспонатов, расположенный в колледже врачей в Филадельфии (College of Physicians of Philadelphia). Первоначальной целью создания коллекции были медицинские исследования и образование, но в наши дни он используется как музей для широкой общественности.
Музей лучше всего известен по большой коллекции черепов и уникальных экспонатов, в которую входят, например, человеческий кишечник длиной 5 дюймов (12,5 см) и труп женщины, который превратился в мыло в земле, которой она была похоронена. На выставке представлено множество восковых моделей, а также законсервированных органов и скелетов. Многие посетители очень удивляются, увидев на выставке законсервированный женский плод. Музей поддерживается Колледжем и открыт для посещения, вход в него платный.